# Régie du cinéma
La Régie du cinéma était un organisme de classification cinématographique dont les activités sont intégrées au sein du ministère de la Culture et des Communications du Québec depuis le 1er avril 2017. Les services qui étaient offerts à la clientèle de la Régie sont donc assurés par le ministère. La classification cinématographique est maintenue et accessible dans le répertoire des films classés.

## Historique
L’actuelle Régie du cinéma voie le jour le 23 juin 1983 en remplacement du Bureau de surveillance du cinéma,,.
De 1967 à 2017, la Régie du cinéma était un organisme distinct qui relevait du ministre de la Culture et des Communications du Québec. Le gouvernement Couillard annonce en 2015 que la Régie du cinéma serait abolie et absorbée par le ministère de la Culture et des Communications.

## Missions
La Régie avait la responsabilité de surveiller l'application de certaines dispositions de la Loi sur le cinéma. Elle avait aussi pour mission de classer les films présentés au Québec et de faire connaître ce classement afin de sensibiliser le public à la nature du contenu de ces films. Elle doit s'assurer que les entreprises qui commercialisent ces films affichent correctement les classements.
La Régie avait aussi pour fonctions de déterminer les droits de distribution des films commercialisés au Québec en vue d'une présentation publique ou d'un visionnement privé, d'encadrer les activités des entreprises diffusant les films, notamment par la délivrance de différents permis, et d'inspecter les établissements assujettis à la Loi sur le cinéma en vue d'assurer son application.

### Catégories de classement
Le classement des films se fait selon des groupes d'âge. Les motifs justifiant le classement de chaque film sont publiés sur le site Web du ministère de la Culture et des Communications. Lorsque celui-ci estime qu'un film présente un réel danger pour l'ordre public, il se réserve le droit de refuser de le classer. Dans ce cas, la présentation en public, la vente ou la location ne sont pas autorisées. 
Le classement renseigne le public en vue de l'aider à faire ses choix. Les catégories de classement sont souvent accompagnées d'une ou de plusieurs indications, précisant la ou les caractéristiques dominantes du film.

#### Visa général
Le film peut être vu, loué ou acheté par des personnes de tout âge.
Cette catégorie peut être accompagnée d'une de ces deux indications :
- pour enfants  G  /  G Général
- déconseillé aux jeunes enfants *  8+  /  8 ans +  /  G|DE

#### 13 ans et plus
Le film ne peut être vu, acheté ou loué que par des personnes de 13 ans et plus. Les jeunes de moins de 13 ans peuvent y avoir accès s'ils sont accompagnés par un adulte.  13+  /  13 ans + 

#### 16 ans et plus
Le film peut être vu, acheté ou loué uniquement par des personnes de 16 ans et plus.  16+  /  16 ans + 

#### 18 ans et plus
Le film peut être vu, acheté ou loué uniquement par des personnes de 18 ans et plus.  18+  /  18 ans + 
Les catégories 13 ans et plus, 16 ans et plus et 18 ans et plus peuvent être accompagnées d'une ou de plusieurs de ces indications :
- langage vulgaire
- érotisme
- violence
- horreur

De plus, la catégorie 18 ans et plus peut être accompagnée par l'indication suivante :
- sexualité explicite